# Classique héritage de la LNH 2003
Match suivant
La Classique héritage de la LNH 2003 est un match de hockey sur glace de la Ligue nationale de hockey disputé en extérieur le 22 novembre 2003 à Edmonton, au Canada, entre les Oilers d'Edmonton et les Canadiens de Montréal. Il s'agit du premier match de saison régulière de l'histoire de la LNH à être joué à l'extérieur.

## Importance
C'est le deuxième match en extérieur (et premier d'une saison régulière) de l'histoire de la Ligue nationale de hockey (LNH). Il s'inspire du match « Guerre froide » disputé entre l'Université du Michigan et Université de l'État du Michigan en 2001. L'accroche du match était A November to Remember (« Un novembre à ne pas oublier »).
Le premier véritable match en extérieur de la LNH a lieu en 1991 quand les Kings de Los Angeles jouent contre les Rangers de New York dans un match exhibition à l'extérieur du Caesars Palace à Las Vegas.
L'événement de 2003 se déroule au stade du Commonwealth d'Edmonton devant une foule de 57 167 spectateurs (record d'affluence de l'époque pour un mach de LNH), malgré des températures de −18 °C à −30 °C avec le vent. Le match célèbre alors les 25 ans de l'entrée des Oilers d'Edmonton dans la LNH, celle-ci effectuée en 1979. La Télévision de Radio-Canada enregistre également un record d'audience pour un match de la LNH avec 2,747 millions de téléspectateurs. C'est de plus le premier match de LNH en haute définition sur Radio-Canada.

## Match de saison régulière
Le second match se dispute entre les équipes des Oilers d'Edmonton et des Canadiens de Montréal. Montréal gagne le match 4 à 3. Richard Zednik marque le premier et le dernier but de son équipe. L'image marquante de ce match en plein air est la tuque que porte le gardien des Canadiens, José Théodore, au-dessus de son masque.

### Effectifs
| No | Joueur            | Position       |
| -- | ----------------- | -------------- |
| 5  | Stéphane Quintal  | Défenseur      |
| 11 | Saku Koivu        | Centre         |
| 15 | Darren Langdon    | Ailier gauche  |
| 20 | Richard Zedník    | Ailier droit   |
| 22 | Steve Bégin       | Centre         |
| 24 | Andreas Dackell   | Ailier droit   |
| 25 | Chad Kilger       | Ailier gauche  |
| 30 | Mathieu Garon     | Gardien de but |
| 37 | Niklas Sundström  | Ailier droit   |
| 38 | Jan Bulis         | Ailier gauche  |
| 43 | Patrice Brisebois | Défenseur      |
| 44 | Sheldon Souray    | Défenseur      |
| 51 | Francis Bouillon  | Défenseur      |
| 52 | Craig Rivet       | Défenseur      |
| 60 | José Théodore     | Gardien de but |
| 71 | Mike Ribeiro      | Centre         |
| 73 | Michael Ryder     | Ailier droit   |
| 79 | Andreï Markov     | Défenseur      |
| 90 | Joé Juneau        | Centre         |
| 94 | Yanic Perreault   | Centre         |

| No | Joueur              | Position       |
| -- | ------------------- | -------------- |
| 1  | Ty Conklin          | Gardien de but |
| 2  | Eric Brewer         | Défenseur      |
| 10 | Shawn Horcoff       | Centre         |
| 14 | Raffi Torres        | Ailier gauche  |
| 15 | Brad Isbister       | Ailier gauche  |
| 16 | Mike York           | Centre         |
| 18 | Ethan Moreau        | Ailier gauche  |
| 20 | Radek Dvořák        | Ailier droit   |
| 21 | Jason Smith         | Défenseur      |
| 23 | Cory Cross          | Défenseur      |
| 24 | Steve Staios        | Défenseur      |
| 27 | Georges Laraque     | Ailier droit   |
| 28 | Jason Chimera       | Centre         |
| 32 | Scott Ferguson      | Défenseur      |
| 34 | Fernando Pisani     | Ailier droit   |
| 36 | Jarret Stoll        | Centre         |
| 40 | Steve Valiquette    | Gardien de but |
| 47 | Marc-André Bergeron | Défenseur      |
| 83 | Aleš Hemský         | Ailier droit   |
| 94 | Ryan Smyth          | Ailier gauche  |

### Feuille de match
| 22 novembre 2013 | Edmonton | 3-4 (0-0, 1-2, 2-2) | Montréal | Stade du Commonwealth 57 167 spectateurs |

| Feuille de match | Feuille de match                                                                           | Feuille de match            | Feuille de match | Feuille de match                                                     |
| ---------------- | ------------------------------------------------------------------------------------------ | --------------------------- | --- | -------------------------------------------------------------------- |
|                  | - Brewer (Stoll, Staios) — 33 min 45 s - Stoll (Staios) — 53 min 6 s - Staios — 53 min 6 s | 0-1 0-2 1-2 1-3 2-3 2-4 3-4 | Zedník (Brisebois, Ryder) — 20 min 39 s Perreault (Brisebois, Ribeiro) — 30 min 53 s (SN) - Perreault (Sundström, Rivet) — 42 min 22 s - Zedník (Souray) — 54 min 18 s - | Arbitrage : Dan Marouelli, Kevin Pollock Greg Devorski, Randy Mitton |
| Ty Conklin       | Gardiens                                                                                   | José Théodore               | | Arbitrage : Dan Marouelli, Kevin Pollock Greg Devorski, Randy Mitton |
| 6 min            | Pénalités                                                                                  | 4 min                       | | Arbitrage : Dan Marouelli, Kevin Pollock Greg Devorski, Randy Mitton |
| 37               | Tirs                                                                                       | 23                          | | Arbitrage : Dan Marouelli, Kevin Pollock Greg Devorski, Randy Mitton |

## Match des légendes
En premier lieu, se dispute un match des MegaStars entre certains des anciens meilleurs joueurs des deux clubs. Les Oilers sont représentés par des joueurs des années 1980, menés par Wayne Gretzky. Les Canadiens sont représentés par des joueurs des dynasties des années 1970, menés par Guy Lafleur, ainsi que quelques membres des championnats de 1986 et 1993. Les deux équipes sont composées de joueurs ayant gagné la Coupe Stanley, à l'exception du premier capitaine des Oilers dans la LNH, Ron Chipperfield, et du Canadien Russ Courtnall, dont Réjean Houle dit qu'il est sélectionné pour sa vitesse. Mark Napier est le seul joueur ayant joué et gagné la Coupe Stanley avec les deux équipes et dispute le match avec les Canadiens. Mark Messier reçoit une permission spéciale des Rangers de New York pour jouer avec Edmonton durant le match. Le match des MegaStars se déroule en deux périodes de 15 minutes au lieu de trois de 20 habituellement et est gagné par les Oilers sur le résultat de 2 à 0. Après le match, Messier décrit ce score comme « une victoire des Oilers typique », référence aux scores élevés des matchs des Oilers dans les années 1980.

### Compositions
| Position | Joueur            |
| -------- | ----------------- |
| G        | Grant Fuhr        |
| G        | Andy Moog         |
| G        | Bill Ranford      |
| D        | Jeff Beukeboom    |
| D        | Paul Coffey       |
| D        | Lee Fogolin       |
| D        | Randy Gregg       |
| D        | Charlie Huddy     |
| D        | Kevin Lowe        |
| D        | Marty McSorley    |
| D        | Craig Muni        |
| AD       | Glenn Anderson    |
| C        | Ron Chipperfield  |
| C        | Wayne Gretzky – C |
| A        | Dave Hunter       |
| AD       | Jari Kurri        |
| A        | Ken Linseman      |
| AD       | Dave Lumley       |
| C        | Mark Messier      |
| AG       | Dave Semenko      |
| AG       | Craig Simpson     |
| AG       | Esa Tikkanen      |

| Position | Joueur                  |
| -------- | ----------------------- |
| G        | Steve Penney            |
| G        | Richard Sevigny         |
| D        | Jean-Jacques Daigneault |
| D        | Gilbert Delorme         |
| D        | Gaston Gingras          |
| D        | Guy Lapointe            |
| D        | Craig Ludwig            |
| D        | Larry Robinson          |
| AG       | Benoît Brunet           |
| C        | Guy Carbonneau          |
| AD       | Cam Connor              |
| AD       | Russ Courtnall          |
| A        | Lucien DeBlois          |
| AD       | Guy Lafleur – C         |
| AG       | Yvon Lambert            |
| C        | Kirk Muller             |
| AD       | Mark Napier             |
| AD       | Chris Nilan             |
| AG       | Stéphane Richer         |
| AG       | Steve Shutt             |
| C        | Bobby Smith             |

## Suites

Logo de la Classique héritage de la LNH 2011.

Face au succès rencontré par cet évènement, une deuxième rencontre de saison régulière de LNH en extérieur est programmée pour le 1er janvier 2008, la Classique hivernale de la LNH au Ralph Wilson Stadium, en banlieue de Buffalo dans l'État de New York. Un DVD de ces deux matchs est réalisé par CBC en incluant des bonus comme des entrevues de joueurs.
Après 7 ans d'absence, la Classique héritage de la LNH revient, le 20 février 2011, et oppose les Canadiens de Montréal aux Flames de Calgary. Le match est disputé à l'extérieur au Stade McMahon, domicile des Stampeders de Calgary évoluant dans la Ligue canadienne de football (LCF).